# Estic fet un animal
 Estic fet un animal  (The Animal) és una pel·lícula de Luke Greenfield estrenada el 2001 i doblada al català

## Argument
Marvin és un verdader perdedor i el cap de turc dels seus col·legues policíacs. Després d'haver estat víctima d'un terrible accident de cotxe, és cuidat per un savi que li trasplanta òrgans de diversos animals: tot i permetre-li sentir la droga i salvar el fill de l'alcalde d'ofegar-se, li és cada vegada més difícil de controlar-se.

## Repartiment
- Rob Schneider: Marvin
- Colleen Haskell: Rianna
- Michael Caton: Dr. Wilder
- Edward Asner: Cap Wilson
- Louis Lombardi: Fatty
- Adam Sandler: Townie
- John C. McGinley: Sergent Sisk

## Nominacions
- 2010. Premi Razzie al pitjor actor de la dècada per Rob Schneider.